# Wibautstraat

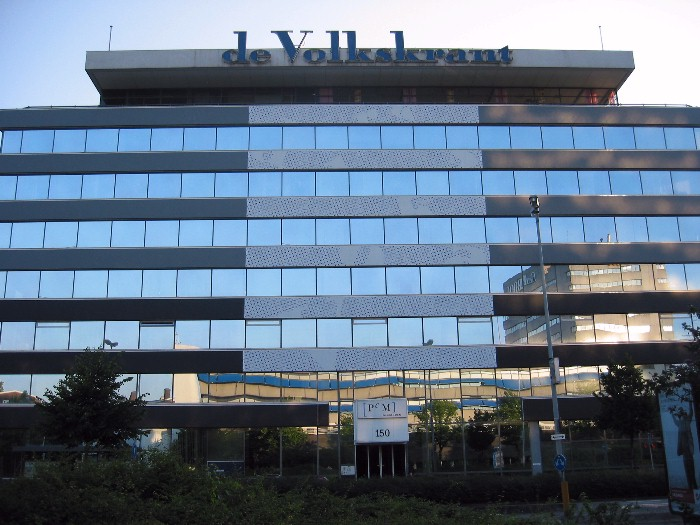
Bâtiment de l'ancien siège du journal Volkskrant sur Wibautstraat.

Wibautstraat est une rue principale de Amsterdam.

## Situation et accès
Située dans l'arrondissement Oost, elle relie Rhijnspoorplein (vers le Singelgracht) à Prins Bernhardplein, à proximité de la Gare d'Amsterdam Amstel. 

## Historique
La rue est notamment devenue célèbre pour avoir accueilli les sièges sociaux de plusieurs journaux : le Volkskrant s'y installa en 1965 (au 150), Het Parool en 1970, suivis par Trouw le 21 février 1976. Le cabinet d'architectes Van den Broek en Bakema ontworpen est également installé au numéro 131. Het Parool a cependant déménagé en 2004, suivis par le Volkskrant et le Trouw en 2007. 

## Bâtiments remarquables et lieux de mémoire
Le club Trouw, l'une des adresses de vie nocturne les plus célèbres de la ville s'y trouve cependant toujours.